# 波托基 (塔拉夏區)
49°31′40″N 30°26′43″E / 49.52778°N 30.44528°E
波托基（烏克蘭語：Потоки）是位於烏克蘭北部的村莊，由基辅州白采爾克瓦區的塔拉夏市鎮負責管轄。該村始建於1762年，面積1.96平方公里，海拔高度202米，2001年人口404，人口密度每平方公里206人。